# Heinrich Pützhofen-Esters
Heinrich Pützhofen-Esters (* 24. September 1879 in Krefeld; † 14. September 1957 in Selters, Unterwesterwaldkreis) war ein deutscher Landschafts-, Veduten- und Bühnenmaler sowie Grafiker der Düsseldorfer Schule.

## Leben
Pützhofen-Esters wuchs in einem großbürgerlichen Elternhaus in Krefeld auf. Über eine seiner Tanten, die in die Künstlerfamilie Hambüchen (Wolfgang Hambüchen, Georg Hambüchen) eingeheiratet hatte, war er Vetter des Landschaftsmalers Paul Pützhofen-Hambüchen. 1886 wurde er eingeschult, ab 1890 besuchte er das Gymnasium am Moltkeplatz.
Um 1900 begann Pützhofen-Esters ein Studium der Malerei an der Kunstakademie Düsseldorf. Bereits während des Studiums, in dem er die Fächer Landschafts- und Genremalerei belegte, gründete er mit einem Malerfreund ein gemeinsames Atelier in Düsseldorf. Außerdem unternahm er in dieser Zeit mehrere Studienreisen quer durch Deutschland, insbesondere in die verschiedenen Gegenden der heimischen Rheinprovinz, sowie nach Spanien, in die Niederlande und nach Frankreich.
Als Freund der Oper und des Sprechtheaters begann er um 1910 mit der Anfertigung von Bühnenmodellen für die Bühnen von Köln und Bonn nach Fremdentwürfen. Aus Auftragsarbeiten heraus gründete er mit seinem Bruder ein Unternehmen für „Künstlerische Theatermalerei“ in Bad Godesberg. Es stellte Theaterdekorationen sowie Ausstattungen für Festsitzungen rheinischer Karnevals- und Bürgervereine her. Der so entstehende Fundus wurde zum Teil als Schaufensterdekoration an örtliche Geschäfte ausgeliehen. Bis 1917 arbeiteten beide bühnenbildnerisch für ein
holländisches Theater- und Varieté-Unternehmen.
Anschließend nahm er als Soldat am Ersten Weltkrieg teil, an dessen Ende er einen neuen beruflichen Anfang zu organisieren hatte. Um 1920 bezog er eine Wohnung in Köln, wahrscheinlich in der Kölner Südstadt. Dort richtete er ein Atelier für Theatermalerei und Grafik ein. Insbesondere produzierte er dort Ausstattungen für die Städtischen Bühnen bzw. Bühnen der Hansestadt Köln.
Im Zweiten Weltkrieg zerstörte in der Nacht vom 20. auf den 21. April 1944 ein Luftangriff sein Gemäldelager in einem Tiefkeller. Weil seine Wohnung zerstört und seine Gemälde verbrannt waren, zog er mit seiner Frau in den Westerwald nach Selters und begann dort als 65-Jähriger sein „drittes“ Leben als Kunstmaler. Von Selters aus unternahm er in dieser neuen Schaffensphase Studienreisen nach Österreich, in die Schweiz, nach Italien und Spanien. Durch die „Begegnung mit dem Licht“ und neuen Kunstströmungen wandte er sich dem „freien Impressionismus“ zu.